# 스노우맨 (소설)
《스노우맨》(노르웨이어: Snømannen)은 요 네스뵈의 2007년 범죄 스릴러 소설로, '형사 해리 홀레 시리즈'의 일곱 번째 작품이다. 대한민국에는 2012년 비채에서 노진선 번역으로 출간되었으며, 해리 홀레 시리즈 중 맨 처음으로 소개된 작품이다.
영국 워킹 타이틀 필름스에서 영화화되었다. 토마스 알프레드손 감독이 연출을 맡았고, 마이클 패스벤더가 주인공 해리 홀레 형사, 레베카 페르구손이 카트리네 역을 맡았다. 2017년 개봉한다. 스노우맨 (영화) 참조.